# Stanisław Gawroński

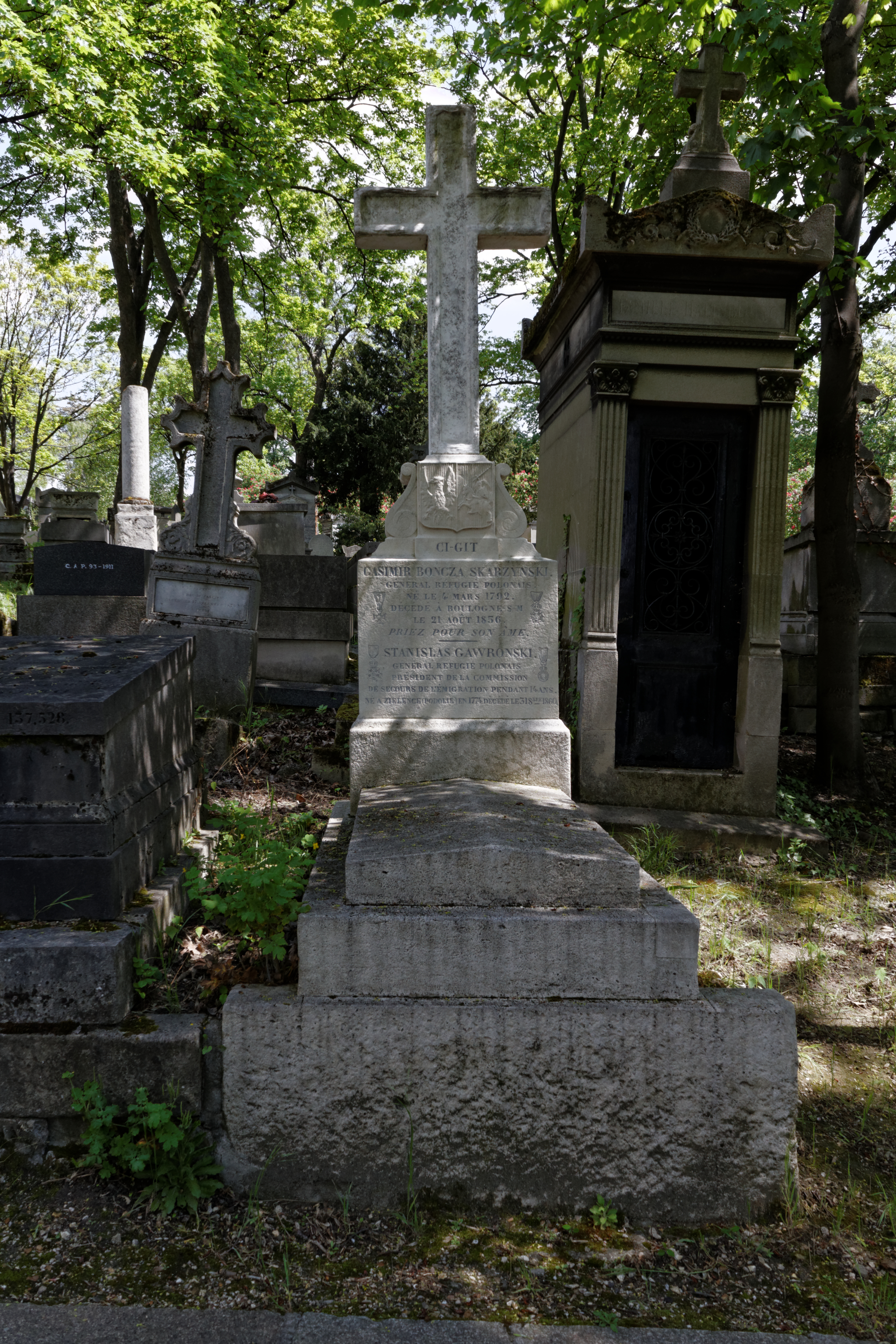

Stanisław Gawroński (ur. 1784 – zm. 1860 w Paryżu) – generał brygady.
Od 1807 roku w armii Księstwa Warszawskiego. W kampanii 1809, 1812 walczył pod Sandomierzem, Czirikowem. Został wzięty do niewoli nad Berezyną. Po uwolnieniu w 1815 r. wstąpił do armii Królestwa Polskiego. Służył w 2 i 5 pułku ułanów.
Był działaczem tajnych organizacji wojskowych. Jego znajomość z Walerianem Łukasińskim nie została wykryta w czasie prowadzonego śledztwa. W powstaniu listopadowym dowodził pod Wawrem, Dębem Wielkim. W potyczce pod Kołaczem dostał się do rosyjskiej niewoli, z której został uwolniony przez swoich żołnierzy. W dywizji Józefa Jagmina walczył pod Mińskiem i Kałuszynem, potem został dowódcą 3 brygady w korpusie Girolama Ramoriny i walczył pod Krynką, Międzyrzecem Podlaskim, Rogożnicą. Po upadku powstania wyemigrował do Francji, gdzie był prezesem w emigracyjnym ośrodku. Członek władz Związku Jedności Narodowej.
Mieszkał i zmarł w Paryżu w 1860 roku.
Był członkiem loży wolnomularskiej „Świątynia Równości”.